# Cuộc đời lớn (phim truyền hình 2010)
Cuộc đời lớn (tiếng Hàn: 자이언트, tiếng Anh: Giant) hay còn có tên khác Yêu và Hận là bộ phim truyền hình do đài SBS (Hàn Quốc) sản xuất.Đây là bộ phim nằm trong dự án kỷ niệm 20 năm thành lập của đài truyền hình SBS.Phim được phát sóng tập đầu tiên vào ngày 10 tháng 5 năm 2010.

## Nội dung
Lấy bối cảnh Seoul vào những năm 1970, bộ phim kể về câu chuyện vô cùng chân thật của 3 anh em Lee Sung Mo, Lee Gang Mo và Lee Mi Joo sau khi người cha bị sát hại, mẹ mất và cả gia đình ly tán. Đến khi trưởng thành nhận ra nhau thì mỗi người một hoàn cảnh, nhưng tình cảm anh em vẫn đong đầy. Họ bắt đầu hành trình báo thù những kẻ đã gây ra biến cố lớn cho gia đình. Truyện phim khắc họa sự khốc liệt của thương trường, đặc biệt trong ngành kinh doanh bất động sản, khi chỉ trong vòng 40 năm, giá trị đất của Gang Nam đã tăng vọt từ hàng trăm đến hàng ngàn lần. Vì thế cuộc chiến giành ưu thế từ những mảnh đất vàng có cơ hội diễn ra càng khốc liệt hơn. Những ảo vọng về quyền lực và tiền tài cũng khiến không ít nhân vật được các diễn viên hóa thân bị tha hóa,biến chất được khắc họa lại một cách rất tự nhiên trong phim.

## Diễn viên
- Lee Beom Soo vai Lee Kang Mo
  - Yeo Jin Goo vai Kang Mo (thời niên thiếu)
- Park Jin Hee vai Hwang Jung Yeon
  - Nam Ji Hyun vai Jung Yeon (thời niên thiếu)
- Park Sang Min vai Lee Sung Mo
  - Kim Soo Hyun vai Sung Mo (thời niên thiếu)
- Joo Sang Wook vai Jo Min Woo
  - No Young Hak vai Young Min Woo
- Hwang Jung Eum vai Lee Mi Joo
  - Park Ha Young vai Mi Joo (hồi nhỏ)
- Lee Duk Hwa vai Hwang Tae Sub
- Jeong Bo Seok vai Jo Pil Yeon
- Kim Suh Hyung vai Yoo Kyung Ok
- Lee Moon Shik vai Park So Tae
  - Seo Ji Won (서지원) vai young So Tae
- Yoon Yoo Sun vai Mẹ Kang Mo
- Yoon Hyung Kwan (유형관) vai Yeom Jae Soo
- Shin Seung Hwan vai Yeom Shi Duk
- Choi Ha Na vai Yeom Kyung Ja
- Han Kyung Sun vai Lee Bok Ja
- Im Jong Yoon(임종윤) vai Yoon Ki Hoon
- Moon Hee Kyung vai Oh Nam Sook
- Kim Jung Hyun vai Hwang Jung Shik
- Jang Soon Gook (장순국) vai Joo Young Gook
- Lee Seung Hyung vai Moon Sung Joong
- Park No Shik (박노식) vai Park Choong Kwon
- Song Kyung Chul (송경철) vai Nam Young Chul
- Bang Kil Seung (방길승)
- Hong Yeo Jin vai Yang Myung Ja
- Yoon Yong Hyun vai Go Jae Choon
- Hwang Taek Ha (황택하) vai Yoo Chan Sung
- Lee Hyo Jung vai Han Myung Suk
- Kim Hak Chul vai Oh Byung Tak
- Lee Ki Young vai Min Hong Ki
- Im Hyuk vai Baek Pa
- Son Byung Ho vai Hong Ki Pyo
- Lee Eun Jung vai Jina
- Jun Jin Gi vai trung úy thám tử
- Kim Sung Oh vai Cha Bu Chul
- Han Da Min vai Soo Yun
- Kim Eui Jin (김의진) vai Woo Joo
- Choi Gun Woo vai Lee Joon Mo
- Lee Soo Jin vai Y tá Kim
- Qri
- So Yeon (소연)
- Min Joon Hyun
- Choi Min (최민)
- Kim Ga Eun
- Ji Yoo

## Giải thưởng

### 2011
- 2011 PaekSang Arts Awards: Gương mặt xuất sắc nhất trên truyền hình (Jeong Bo Seok)

### 2010
- 2010 SBS Drama Awards: Diễn viên xuất sắc nhất (Lee Beom Soo)
- 2010 SBS Drama Awards: Nam diễn viên phụ xuất sắc, xây dựng kế hoạch đặc biệt trong phim (Lee Duk Hwa)
- 2010 SBS Drama Awards: Nam diễn viên phụ xuất sắc, xây dựng kế hoạch trong phim ăn khách nhất (Jeong Bo Seok)
- 2010 SBS Drama Awards: Nữ diễn viên phụ xuất sắc, xây dựng kế hoạch trong phim ăn khách nhất (Park Jin Hee)
- 2010 SBS Drama Awards: Bộ phim xuất sắc nhất
- 2010 SBS Drama Awards: Top 10 ngôi sao nhập vai hay nhất (Lee Beom Soo)
- 2010 SBS Drama Awards: Top 10 ngôi sao nhập vai hay nhất (Jeong Bo Seok)
- 2010 SBS Drama Awards: Top 10 ngôi sao nhập vai hay nhất (Park Jin Hee)
- 2010 SBS Drama Awards: Ngôi sao mới nhất (Joo Sang Wook)
- 2010 SBS Drama Awards: Ngôi sao mới nhất (Kim Soo Hyun)
- 2010 SBS Drama Awards: Ngôi sao mới nhất (Hwang Jung Eum)
- 2010 SBS Drama Awards: Giải thưởng dành cho kỹ năng ăn ảnh nhất (Park Sang Min)
- 2010 SBS Drama Awards: Hai giải thưởng tốt nhất (Joo Sang Wook và Hwang Jung Eum)

## Ý kiến phản hồi

### Đánh giá

#### Về phía nhà đài
Là dự án phim kỷ niệm 20 năm thành lập, đài SBS đã quyết định đầu tư lớn vào một tác phẩm hoành tráng và khác biệt, phản ánh xã hội Hàn Quốc trong thời kỳ bắt đầu xây dựng kinh tế, thời kỳ của những cuộc đấu tranh sinh tồn chứa đựng nhiều nước mắt. Cuộc đời lớn thông qua câu chuyện thành đạt của một người đàn ông có thật, để truyền tải thông điệp về sức mạnh của nghị lực và tinh thần bất khuất, không lùi bước trước những khó khăn trong cuộc sống. Ở đó, sự cương trực, lòng can đảm và tính nhân văn được đề cao một cách sâu sắc qua từng nhân vật.
Xuyên suốt bộ phim là những cuộc chạy trốn khỏi sự truy sát, lòng hận thù của các anh em Lee Gang Mo và cuộc chiến thương trường đầy khốc liệt. Nhiều tình huống gay cấn, liên tục được đẩy lên cao trào khiến bộ phim trở nên vô cùng kịch tính. Song mạch phim giàu cảm xúc giúp Cuộc đời lớn trở nên cân bằng hơn, và câu chuyện báo thù vì thế không quá nặng nề, u ám mà ngược lại. Tình cảm gia đình, sự yêu thương gắn bó bất chấp thời gian và hoàn cảnh giữa 3 anh em nhà họ Lee là những điểm sáng đầy cuốn hút. Đây cũng là thông điệp mạnh mẽ, nổi bật trong suốt 90 tập phim. Một gia đình thì sẽ không bao giờ tan vỡ. Giá trị của nó là nền tảng vững chắc cho mọi thành công.
Ngoài ra, tình yêu đôi lứa giữa Gang Mo và Hwang Jeong Yeon, hay Mi Joo và Min Woo tuy không phải là yếu tố chủ đạo, nhưng có thể ví như những làn gió mát khiến Cuộc đời lớn trở nên mềm mại và hấp dẫn hơn. Dẫu bị ngăn cách bởi lỗi lầm của thế hệ trước nhưng tình yêu đã giúp họ mở rộng vòng tay, tha thứ cho nhau để sống thật với trái tim mình. Có thể nói, những giọt nước mắt của hận thù, yêu thương, sự hy sinh đã hòa quyện vào nhau tạo nên một Cuộc đời lớn vô cùng cảm động.
Thành công của xem phim Cuộc đời lớn, ngoài kịch bản xuất sắc còn có sự đóng góp của dàn diễn viên nổi tiếng và rất quen thuộc với khán giả Việt Nam. Hotboy Kim Soo Hyun (Bay cao ước mơ – Dream High) sẽ trở lại với lối diễn mạnh mẽ, giàu cảm xúc cùng những diễn biến nội tâm vô cùng xuất sắc khi thể hiện hình ảnh cậu bé cháy bỏng căm thù những kẻ đã sát hại cha mẹ mình. Trong khi đó, diễn viên gạo cội Lee Bum Soo (Vợ tôi là gangster, Sóng gió hậu trường, Nếu như yêu) hóa thân thành Gang Mo với nghị lực sống phi thường, là người nắm giữ mạch chảy chính trong phim. Diễn xuất nhuần nhuyễn, biến hóa và gương mặt góc cạnh, tràn đầy cảm xúc gây ấn tượng mạnh mẽ với người xem, đặc biệt là ánh mắt sôi trào thù hận khi đối diện kẻ thù hay nụ cười ấm áp đầy trìu mến dành cho đứa em gái nhỏ Mi Joo.
Người xem cũng sẽ có dịp hội ngộ nam diễn viên Jung Bo Suk, từng tạo dấu ấn sâu đậm qua bộ phim Tình si, sẽ hoàn toàn lột xác trong vai diễn phản diện đầy tham vọng. Nam diễn viên Được sống cùng thần tượng - Joo Sang Wook, cũng sẽ hóa thân vào nhân vật đầy mâu thuẫn, nhiều dã tâm nhưng rất si tình. Ngoài ra, phim còn có sự tham gia của "nữ hoàng quảng cáo" Hwang Jung Eum cùng nữ diễn viên khả ái Park Jin Hee…
Diễn xuất rất chân thực, đồng đều, ổn định của các diễn viên đã thu hút người xem dõi theo từng diễn biến và khóc cười, đồng hành cùng họ suốt chiều dài bộ phim. Từ các diễn viên nhí thể hiện các nhân vật lúc nhỏ cho đến những tên tuổi gạo cội đều đã hóa thân rất trọn vẹn. Ba anh em nhà họ Lee đã lấy đi rất nhiều nước mắt của người xem trong những tình tiết gia đình ly tán rồi hội ngộ sau bao nhiêu năm xa cách hay sự hy sinh tình cảm riêng tư của Gang Mo và Mi Joo.
Với kịch bản sâu sắc cùng dàn diễn viên đầy nội lực, Cuộc đời lớn từng tạo nên cơn sốt người xem với tỷ suất liên tục tăng, trở thành một trong những bộ phim tâm lý xã hội gia đình xuất sắc nhất của màn ảnh Hàn năm 2010.

#### Về phía khán giả
Khán giả Việt Nam rất ấn tượng về tài diễn xuất và các bối cảnh rất thực với xã hội thập niên 60 trong công cuộc xây dựng đất nước và chính khán giả không tin đời sống của người Hàn Quốc trong thời gian này lại giống người Việt Nam hiện nay cùng với nội dung kịch bản rất ấn tượng và cảm động,lăm li và bi đát nhưng đầy tình nghĩa,hình ảnh mô tả cuộc đời của ba anh em đã được diễn đạt tới người xem rất xuất sắc và khán giả rơi nước mắt về diễn đạt mô tả xã hội thời điểm đó như thật.
Ở Hàn Quốc, bộ phim này đã đạt được rating rất cao về cách diễn xuất và xây dựng bối cảnh,lời thoại tâm lý và bên phía nhà đài đây cũng giải thích thêm là bộ phim có được là nhờ tâm huyết rất lớn của những nhà làm phim.

### Xếp hạng (ở Hàn Quốc)
| Ngày quay  | Tập       | Điểm (tại Hàn Quốc) | Điểm (tại Seoul) |
| ---------- | --------- | ------------------- | ---------------- |
| 10/05/2010 | 01        | 9.6 (hạng 13)       | 9.6 (hạng 13)    |
| 10/05/2010 | 02        | 14.0 (hạng 6)       | 14.7 (hạng 6)    |
| 11/05/2010 | 03        | 11.3 (hạng 7)       | 11.4 (hạng 8)    |
| 17/05/2010 | 04        | 12.4 (hạng 7)       | 11.6 (hạng 8)    |
| 18/05/2010 | 05        | 12.8 (hạng 8)       | 12.7 (hạng 8)    |
| 24/05/2010 | 06        | 13.9 (hạng 9)       | 14.2 (hạng 8)    |
| 25/05/2010 | 07        | 14.3 (hạng 7)       | 13.8 (hạng 8)    |
| 31/05/2010 | 08        | 15.5 (hạng 6)       | 14.8 (hạng 7)    |
| 01/06/2010 | 09        | 17.0 (hạng 6)       | 16.6 (hạng 7)    |
| 07/06/2010 | 10        | 14.7 (hạng 7)       | 14.6 (hạng 8)    |
| 08/06/2010 | 11        | 14.2 (hạng 7)       | 13.4 (hạng 8)    |
| 22/06/2010 | 12        | 13.9 (hạng 7)       | 13.7 (hạng 7)    |
| 28/06/2010 | 13        | 13.8 (hạng 7)       | 14.0 (hạng 7)    |
| 29/06/2010 | 14        | 15.7 (hạng 7)       | 15.4 (hạng 7)    |
| 05/07/2010 | 15        | 13.8 (hạng 7)       | 13.2 (hạng 7)    |
| 06/07/2010 | 16        | 15.0 (hạng 7)       | 13.8 (hạng 8)    |
| 12/07/2010 | 17        | 17.0 (hạng 5)       | 16.3 (hạng 5)    |
| 13/07/2010 | 18        | 16.8 (hạng 5)       | 15.6 (hạng 7)    |
| 19/07/2010 | 19        | 16.4 (hạng 6)       | 15.7 (hạng 7)    |
| 20/07/2010 | 20        | 17.0 (hạng 6)       | 15.9 (hạng 8)    |
| 26/07/2010 | 21        | 15.9 (hạng 6)       | 14.8 (hạng 8)    |
| 27/07/2010 | 22        | 17.3 (hạng 5)       | 16.0 (hạng 5)    |
| 2/08/2010  | 23        | 18.2 (hạng 3)       | 17.2 (hạng 2)    |
| 3/08/2010  | 24        | 20.1 (hạng 3)       | 18.7 (hạng 3)    |
| 08/09/2010 | 25        | 21.6 (hạng 2)       | 21.0 (hạng 2)    |
| 08/10/2010 | 26        | 22.7 (hạng 2)       | 22.0 (hạng 2)    |
| 16/08/2010 | 27        | 22.8 (hạng 2)       | 22.7 (hạng 2)    |
| 17/08/2010 | 28        | 24.0 (hạng 2)       | 23.8 (hạng 2)    |
| 23/08/2010 | 29        | 22.3 (hạng 2)       | 21.9 (hạng 2)    |
| 24/08/2010 | 30        | 21.6 (hạng 2)       | 21.1 (hạng 2)    |
| 30/08/2010 | 31        | 22.3 (hạng 2)       | 21.6 (hạng 2)    |
| 31/08/2010 | 32        | 23.1 (hạng 2)       | 22.2 (hạng 2)    |
| 6/09/2010  | 33        | 23.7 (hạng 2)       | 22.9 (hạng 2)    |
| 7/09/2010  | 34        | 24.4 (hạng 2)       | 23.6 (hạng 2)    |
| 13/09/2010 | 35        | 23.4 (hạng 2)       | 22.1 (hạng 2)    |
| 14/09/2010 | 36        | 24.8 (hạng 2)       | 23.3 (hạng 2)    |
| 20/09/2010 | 37        | 21.5 (hạng 2)       | 20.5 (hạng 2)    |
| 21/09/2010 | 38        | 17.7 (hạng 3)       | 16.7 (hạng 3)    |
| 27/09/2010 | 39        | 22.7 (hạng 3)       | 22.0 (hạng 2)    |
| 28/09/2010 | 40        | 24.9 (hạng 1)       | 24.4 (hạng 2)    |
| 4/10/2010  | 41        | 21.7 (hạng 1)       | 21.1 (hạng 2)    |
| 5/10/2010  | 42        | 22.0 (hạng 1)       | 20.9 (hạng 2)    |
| 10/11/2010 | 43        | 27.4 (hạng 1)       | 27.2 (hạng 2)    |
| 12/10/2010 | 44        | 23.9 (hạng 1)       | 23.5 (hạng 2)    |
| 18/10/2010 | 45        | 29.0 (hạng 1)       | 29.5 (hạng 1)    |
| 19/10/2010 | 46        | 28.4 (hạng 1)       | 28.4 (hạng 1)    |
| 25/10/2010 | 47        | 29.0 (hạng 1)       | 29.1 (hạng 1)    |
| 26/10/2010 | 48        | 29.8 (hạng 1)       | 30.0 (hạng 1)    |
| 1/11/2010  | 49        | 29.2 (hạng 1)       | 29.5 (hạng 1)    |
| 2/11/2010  | 50        | 29.1 (hạng 1)       | 29.1 (hạng 1)    |
| 8/11/2010  | 51        | 30.5 (hạng 1)       | 30.4 (hạng 1)    |
| 9/11/2010  | 52        | 29.8 (hạng 1)       | 29.5 (hạng 1)    |
| 15/11/2010 | 53        | 30.8 (hạng 1)       | 31.2 (hạng 1)    |
| 16/11/2010 | 54        | 30.1 (hạng 1)       | 29.9 (hạng 1)    |
| 22/11/2010 | 55        | 31.4 (hạng 1)       | 31.8 (hạng 1)    |
| 23/11/2010 | 56        | 29.0 (hạng 1)       | 29.2 (hạng 1)    |
| 29/11/2010 | 57        | 31.9 (hạng 1)       | 31.7 (hạng 1)    |
| 30/11/2010 | 58        | 32.6 (hạng 1)       | 32.6 (hạng 1)    |
| 6/12/2010  | 59        | 33.4 (hạng 1)       | 33.2 (hạng 1)    |
| 7/12/2010  | 60        | 40.1 (hạng 1)       | 40.1 (hạng 1)    |
| Tổng cộng  | Tổng cộng | 21.8%               | 21.6%            |